# بدرية الشامسي
بدرية يوسف الشامسي قاصة وروائية وشاعرة إماراتية متخصصة في مجال أدب الطفل.

## حياتها
حاصلة على درجة البكالوريوس في علوم الحاسب الآلي من كليات التقنية العليا، ومتخرجة من برنامج قيادة وسائل الإعلام بكلية دبي للإدارة الحكومية.
بدأت مشوارها العملي في مؤسسة دبي للإعلام، حيث تولت منصب مديرة إدارة تقنية المعلومات، وانضمت لاحقاً إلى فريق هيئة تنمية المجتمع، وترأس الآن قسم الرعاية البديلة المعني باحتضان الأطفال، الفئة الغالية على قلبها.
بدأت رحلة النشر بعد فوزها بالمركز الأول لفئة القصة القصيرة الموجهة للنشء من وزارة الشباب والمعرفة عام 2014م، مجموعة قوس قزح، وتلا ذلك إصدارها الأول قصة «الأسماك الطائرة»، الموجهة للطفل، والتي تتناول قصة السمكة صافي التي تحلم بالطيران، وتبعها إصدار قصة «الماء يبحث عن لون» التي تسرد رحلة قطرات الماء في البحث عن لونها الخاص، ثم قصة «شاي الأوريجامي»، التي تجري أحداثها في المكتبة، فالكتب هي أبطال الأحداث ويتعرف الطفل فيها على التفكير الإبداعي وفن طي الورق الياباني المعروف بالأوريجامي.
انتسبت بدرية إلى برنامج دبي الدولي لكتابة الرواية التابع لمؤسسة محمد بن راشد والذي توج تجربتها بإصدارها الروائي الأول، رواية «ذوات أخرى»، بإشراف الروائية نجوى بركات، وأصدرت مجموعتها القصصية الأولى بعنوان «حاسة كاذبة جداً» في عام 2016م، كما انضمت إلى برنامج دبي الدولي للكتابة لأدب الطفل.
تنتهج بدرية أسلوبها الخاص في اكتشاف القدرات الإبداعية للطفل، حيث تعاونت مع مؤسسات ثقافية عريقة لتدريب الأطفال على الكتابة الإبداعية، كوزارة الثقافة والمعرفة، وهيئة الثقافة والمعرفة بدبي، واتحاد الكتاب.

## مؤلفاتها
ألفت بدرية الشامسي مجموعة من الكتب، أبرزها:
| عنوان الكتاب        | عدد الصفحات | تاريخ الإصدار   | دار النشر                                                                      | لغة الكتاب | الترقيم الدولي          | المصدر |
| ------------------- | ----------- | --------------- | ------------------------------------------------------------------------------ | ---------- | ----------------------- | ------ |
| ذوات أخرى           | 160 صفحة    | 2020م           | دبي: قنديل للطباعة والنشر Qindeel Printing & Publishing services               | العربية    | ردمك ISBN 9786144324417 | [ 6 ]  |
| الأسماك الطائرة     | 32 صفحة     | 01 يناير 2015م  | دار الهدهد للنشر والتوزيع                                                      | العربية    | ردمك ISBN 9789948180869 | [ 7 ]  |
| حذاء قوس قزح        | 14 صفحة     | 2016م           | أبوظبي: وزارة الثقافة والشباب وتنمية المجتمع                                   | العربية    | ردمك ISBN 9789948497615 | [ 8 ]  |
| المرآة الطموحة      | 18 صفحة     | 2016م           | أبوظبي: وزارة الثقافة والشباب وتنمية المجتمع                                   | العربية    | ردمك ISBN 9789948497615 | [ 9 ]  |
| حاسة كاذبة جداً      |             | 2016م           | الشارقة: دائرة الثقافة والإعلام Sharjah: Department of Culture and Information | العربية    |                         | [ 10 ] |
| مهرة والدفتر الملون | 14 صفحة     | 2016م           | أبوظبي: وزارة الثقافة والشباب وتنمية المجتمع                                   | العربية    | ردمك ISBN 9789948497615 | [ 11 ] |
| كعكة قوس قزح        | 14 صفحة     | 2016م           | أبوظبي: وزارة الثقافة والشباب وتنمية المجتمع                                   | العربية    | ردمك ISBN 9789948232186 | [ 12 ] |
| شاي الأوريجامي      | 32 صفحة     | 21 ديسمبر 2016م | دبي: دار الهدهد للنشر والتوزيع                                                 | العربية    | ردمك ISBN 9789948138709 | [ 13 ] |
| سقف الأحلام         | 48 صفحة     | 01 يناير 2017م  | قنديل للطباعة والنشر والتوزيع                                                  | العربية    | ردمك ISBN 9789948232704 | [ 14 ] |
| الماء يبحث عن لون   | 32 صفحة     | 20 ديسمبر 2016م | دار الهدهد للنشر والتوزيع                                                      | العربية    | ردمك ISBN 9789948180883 | [ 15 ] |
| وجوه الحب           | 34 صفحة     | 01 يناير 2017م  | دار كتاب للنشر                                                                 | العربية    | ردمك ISBN 9789948137689 | [ 16 ] |
| رسائل إلى الحرب     | 70 صفحة     | 21 يوليو 2020م  | دار لؤلؤ للنشر والتوزيع                                                        | العربية    | ردمك ISBN 9789948344865 | [ 17 ] |

## الجوائز
فازت مجموعتها القصصية «طموح مرآة»، بالمركز الأول في مسابقة القصة القصيرة السادسة التي نظمت في عام 2014م، من قبل وزارة الشباب وتنمية المجتمع.